# Paul Eugène Magloire
Paul Eugène Magloire (Cap-Haïtien, 17 luglio 1907 – Port-au-Prince, 12 luglio 2001) è stato un generale e politico haitiano.
È stato Presidente della Repubblica di Haiti dal 6 dicembre 1950 al 12 dicembre 1956.
Raggiunse il potere a seguito di un colpo di stato in cui venne deposto il presidente in carica Dumarsais Estimé. Fu a sua volta deposto da un colpo di stato, a seguito del quale, dopo un breve periodo in cui Haiti fu guidata da un governo ad interim, vennero indette le elezioni che sancirono la presa del potere di François Duvalier.